# Demi-chan wa Kataritai
Demi-chan wa Kataritai (亜人ちゃんは語りたい?), también conocido como Interviews with Monster Girls o Entrevistas con chicas monstruo, es un manga escrito por Petosu. Una adaptación al anime comenzó a transmitirse el 8 de enero de 2017.

## Sinopsis
Tetsuo Takahashi es profesor en la escuela Shibasaki, especializándose en el estudio de la psicología de los demi-humanos. Entre sus alumnas están Hikari Takanashi, una vampiro amante del jugo de tomate, Kyōko Machi, una dullahan, y Yuki Kusakabe, una yuki-onna (Mujer de Las Nieves). Además, la profesora de matemática, Sakie Satō, es un súcubo.

## Personajes
Tetsuo Takahashi (高橋 鉄男 Takahashi Tetsuo?)
Seiyū: Jun'ichi Suwabe
El protagonista principal de la serie. Tetsuo es profesor de biología, fanático de los demis queriendo aprender más sobre ellos; es referido como "Hombre de Hierro" por sus estudiantes, un juego de palabras entre su nombre y su voluminoso cuerpo. A medida que aprende acerca de demis, comienza a entender los problemas que ellos conllevan, tanto siendo demis como adolescentes, y se esfuerza por ayudarlos de cualquier manera que pueda. 
Hikari Takanashi (小鳥遊 ひかり Takanashi Hikari?)
Seiyū: Kaede Hondo
Hikari es una vampiro con una enérgica personalidad. Ella evita morder el cuello de otras personas, en lugar de eso, el gobierno le suministra paquetes de sangre cada mes o implementa el uso de sustitutos como el jugo de tomate; contrariamente a los mitos, a Hikari le encanta comer ajo y detesta las temperaturas cálidas. De vez en cuando tiene el impulso de mordisquear a alguien, generalmente su hermana, para evitar que sus dientes piquen. A pesar de su naturaleza despreocupada, a menudo se esfuerza por ayudar a aquellos que necesiten ayuda. 
Kyōko Machi (町 京子 Machi Kyōko?)
Seiyū: Minami Shinoda
Una tímida dullahan cuya cabeza está separada de su cuerpo; ella tiene una llama azul (verde claro en el anime) que esta donde debería estar su cuello. Pese a que no puede mover su cabeza a voluntad, Machi anhela el contacto con los otros estudiantes siendo difícil para ella hacer amigos ya que a la gente le resultaba incómodo hablar con ella debido a su naturaleza demi. Poco a poco va aceptando su naturaleza e inclusive bromea sobre su condición de demi. Ella desarrolla un enamoramiento hacia Tetsuo, debido a su naturaleza amable y cariñosa. Un amigo de la universidad de Takahashi ha demostrado que Machi posee un cuello y que este esta conectado desde su boca hacia su estómago y pulmones pero, de alguna manera, existe en "otro espacio" y sirve como un agujero de gusano entre su cabeza y su cuerpo. 
Yuki Kusakabe (日下部 雪 Kusakabe Yuki?)
Seiyū: Shiina Natsukawa
Una tímida yuki-onna cuyo cuerpo siempre está frío. Libera aire frío cuando experimenta emociones negativas, también es susceptible al calor. Al principio no le gustaba su naturaleza demi, temiendo que podría dañar a otros, aunque Tetsuo logra demostrarle que las únicas cosas que puede congelar son sus lágrimas y el sudor. Yuki es secretamente una entusiasta del manga y tiene gusto por varios géneros, especialmente por los gags cómicos. 
Sakie Satō (佐藤 早紀絵 Satō Sakie?)
Seiyū: Yōko Hikasa
Profesora de matemáticas que además es una súcubo. Debido al afrodisiaco que su cuerpo produce, ella constantemente tiene que tomar precauciones para evitar seducir inadvertidamente a sus estudiantes masculinos, como usar un chándal para esconder su cuerpo y tomar trenes tempranos y salir más tarde del instituto para evitar multitudes de hombres. Mientras que su naturaleza como súcubo conduce a varios varones a sentirse atraídos por ella, ella misma desarrolla un enamoramiento hacia Tetsuo después de llegar a creer que él es inmune a su afrodisíaco. 
Himari Takanashi (小鳥遊 ひまり Takanashi Himari?)
Seiyu: Lynn
Hermana gemela de Hikari, ella es humana. Himari es mucho más seria que su hermana, tanto en personalidad como en sus estudios. A menudo intenta hacer que su hermana actúe más madura, siendo imposible de lograr. A pesar de sus constantes disputas, Himari se preocupa mucho por su hermana, además de tener muchas similitudes, tales como gustos similares en la comida y la moda, a diferencia de su hermana, Himari no es demi.

## Contenido de la obra

### Manga
Está siendo publicado en la revista Young Magazine the 3rd de la editorial Kōdansha. A la fecha, presenta 5 tomos y aún sigue en publicación. La editorial Kodansha Comics USA está publicando la obra en Estados Unidos.

#### Publicaciones
| Volumen | Fecha de publicación en Japón | ISBN                   |
| ------- | ----------------------------- | ---------------------- |
| 01      | 6 de marzo de 2015            | ISBN 978-4-06-382578-7 |
| 02      | 4 de septiembre de 2015       | ISBN 978-4-06-382669-2 |
| 03      | 18 de marzo de 2016           | ISBN 978-4-06-382757-6 |
| 04      | 20 de septiembre de 2016      | ISBN 978-4-06-382852-8 |
| 05      | 17 de abril de 2017           | ISBN 978-4-06-382942-6 |
| 06      | 18 de mayo de 2018            | ISBN 978-4-06-511284-7 |
| 07      | 18 de abril de 2018           | ISBN 978-4-06-515281-2 |
| 08      | 20 de febrero de 2020         | ISBN 978-4-06-517859-1 |
| 09      | 19 de noviembre de 2020       | ISBN 978-4-06-521376-6 |
| 10      | 18 de noviembre de 2021       | ISBN 978-4-06-525878-1 |
| 11      | 20 de febrero de 2023         | ISBN 978-4-06-529800-8 |

### Demi-chan wa Kataritai: Koushiki Anthology Comic
Demi-chan wa Kataritai: Koushiki Anthology Comic ( 亜人ちゃんは語りたい 公式アンソロジーコミック?) es una antología escrita por varios mangakas, basándose en la obra original.

### Anime
Una serie de anime ha sido adaptada por el estudio A-1 Pictures y constó de 12 episodios. El 13º episodio es un episodio especial que será incluido en el 7º volumen de los blu ray y DVD de la serie.

#### Equipo de Producción
- Director: Ryo Ando
- Música: Masaru Yokoyama
- Diseño de personajes: Tetsuya Kawakami
- Director de Arte: Katsufumi Hariu
- Director de Sonido: Jin Aketagawa
- Director de Cgi: Shinji Nasu
- Directora de Fotografía: Yohei Miyawaki
- Diseño de Color: Misako Akama
- Edición: Shigeru Nishiyama

#### Episodios
| #        | Título                                                                                         | Fecha de Emisión Japón |
| -------- | ---------------------------------------------------------------------------------------------- | ---------------------- |
|          |                                                                                                |                        |
| 1        | «Tetsuo Takahashi quiere una entrevista» «Takahashi Tetsuo wa Kataritai» (高橋鉄男は語りたい)  | 7 de enero de 2017     |
| 2        | «La dullahan quiere que la consientan» «Dyurahan-chan wa Amaetai» (デュラハンちゃんは甘えたい) | 14 de enero de 2017    |
| 3        | «La súcubo es una buena adulta» «Sakyubasu-san wa Ii Otona» (サキュバスさんはいい大人)         | 21 de enero de 2017    |
| 4        | «Tetsuo Takahashi quiere proteger» «Takahashi Tetsuo wa Mamoritai» (高橋鉄男は守りたい)        | 28 de enero de 2017    |
| 5        | «La mujer de las nieves es fría» «Yuki-Onna-chan wa Tsumetai» (雪女ちゃんは冷たい)             | 4 de febrero de 2017   |
| 6        | «Las hermanas Takanashi no pelean» «Takanashi Shimai wa Arasoenai» (高梨姉妹は争えない)        | 11 de febrero de 2017  |
| 7        | «La súcubo está confundida» «Sakyubasu-san wa Ibukashige» (サキュバスさんはいぶかしげ)         | 18 de febrero de 2017  |
| 8        | «Las demis quieren aprender» «Demi-chan wa Manabitai» (亜人ちゃんは学びたい)                   | 25 de febrero de 2017  |
| 9        | «Las demis quieren intentarlo» «Demi-chan wa Tameshitai» (亜人ちゃんは試したい)                | 4 de marzo de 2017     |
| 10       | «La dullahan supera el espacio-tiempo» «Dyurahan wa Jikū o Koete» (デュラハンは時空を超えて)   | 11 de marzo de 2017    |
| 11       | «Las demis quieren apoyar» «Demi-chan wa Sasaetai» (亜人ちゃんは支えたい)                      | 18 de marzo de 2017    |
| 12       | «Las demis quieren nadar» «Demi-chan wa Oyogitai» (亜人ちゃんは泳ぎたい)                       | 25 de marzo de 2017    |
| 13 (OVA) | «Las vacaciones de verano de las demis» «Demi-chan no Natsuyasumi» (亜人ちゃんの夏休み)        | 29 de junio de 2017    |

#### Reparto
| Personaje        | Seiyū Original (Japón) |
| ---------------- | ---------------------- |
| Tetsuo Takahashi | Jun'ichi Suwabe        |
| Hikari Takanashi | Kaede Hondo            |
| Kyōko Machi      | Minami Shinoda         |
| Yuki Kusakabe    | Shiina Natsukawa       |
| Sakie Satō       | Ayaka Asai             |
| Himari Takanashi | Lynn                   |
| Ugaki            | Kenjirō Tsuda          |
| Kurtz            | Sora Amamiya           |

#### Banda sonora
- Opening: Original. (オリジナル。) por TrySail.
- Ending: Fairy Tale (フェアリーテイル) por Sangatsu no Phantasia.